# Преноксдіазин
Преноксдіазин (англ. Prenoxdiazine; лат. Prenoxdiazinum) — синтетичний лікарський препарат, що застосовується як засіб проти кашлю для перорального застосування.

## Фармакологічні властивості
Преноксдіазин — синтетичний препарат, що належить до групи протикашлевих препаратів. Механізм дії препарату полягає у дії на дихальний центр у центральній нервовій системі, що спричинює бронхолітичний ефект без пригнічення діяльності центральної нервової системи, а також спричинює місцевий анестезуючий ефект у бронхах, наслідком чого є зниження збудливості кашльових рецепторів. Препарат також полегшує дихання та відходження мокротиння.

### Фармакокінетика
Преноксдіазин добре всмоктується та розподіляється в організмі після перорального застосування, максимальна концентрація препарату досягається протягом 30 хвилин після прийому препарату. Преноксдіазин у помірній кількості (55—59 %) зв'язується з білками крові. Метаболізується препарат у печінці з утворенням 4 метаболітів. Виводиться препарат переважно з калом, частково виводиться нирками, переважно у вигляді метаболітів, частково у незміненому вигляді. Період напіввиведення преноксдіазину складає 2,6 години, даних за зміну цього часу при порушеннях функції печінки і нирок немає.

## Показання до застосування
Преноксдіазин застосовується для симптоматичного лікування сухого кашлю як у дорослих, так і в дітей; для медикаментозної підготовки до бронхоскопії або бронхографії.

## Побічна дія
При застосуванні преноксдіазину можуть спостерігатися наступні побічні ефекти:
- Алергічні реакції — шкірні алергічні реакції, бронхоспазм.
- З боку травної системи — сухість у роті або горлі, запор, біль у животі.

## Протипокази
Преноксдіазин протипоказаний при підвищеній чутливості до препарату, надмірному виділенні мокроти, при післяопераційних станах, дітям віком до 3 років.

## Форми випуску
Преноксдіазин випускається у вигляді таблеток по 0,1 мг.